# 近藤晴彦
近藤 晴彦（こんどう はるひこ、1936年4月27日 - 2018年1月30日）は、静岡県出身のプロ野球選手。ポジションは外野手。

## 来歴・人物
静岡県焼津市に生まれる。静岡高等学校では1年生からレギュラーとなり、投手、外野手として活躍。1953年秋季中部大会に進むが、1回戦で岡崎高との乱打戦の末に敗退、春の選抜出場を逸する。翌1954年夏の甲子園県予選でも優勝候補筆頭と目されていたが、1回戦で浜名高に逆転負けを喫する。高校1年下のチームメートに捕手の種茂雅之がいた。
卒業後は早稲田大学へ進学。東京六大学野球リーグでは1、2年生の時に2回の優勝を経験する。1956年春季リーグから外野手のレギュラーとなり、同季は長嶋茂雄に続く打撃ベストテン2位を記録。エース木村保を擁し、同年の全日本大学野球選手権大会に出場するが、準決勝で村山実らのいた関大に敗れる。1957年秋季リーグは病で戦列を離れるが、復帰後は再び中心打者として活躍する。
1959年に大洋ホエールズに入団。強肩好打の外野手として期待され、1年目から一軍に定着。5月には先発出場を果たし、主に中堅手として55試合に起用された。翌1960年は出場機会が減るが、準レギュラーとして大洋のリーグ優勝、日本一に貢献。しかし打撃成績は低迷し、同年限りで現役引退する。

## 詳細情報

### 年度別打撃成績
| 年 度     | 球 団     | 試 合 | 打 席 | 打 数 | 得 点 | 安 打 | 二 塁 打 | 三 塁 打 | 本 塁 打 | 塁 打 | 打 点 | 盗 塁 | 盗 塁 死 | 犠 打 | 犠 飛 | 四 球 | 敬 遠 | 死 球 | 三 振 | 併 殺 打 | 打 率 | 出 塁 率 | 長 打 率 | O P S |
| --------- | --------- | ----- | ----- | ----- | ----- | ----- | -------- | -------- | -------- | ----- | ----- | ----- | -------- | ----- | ----- | ----- | ----- | ----- | ----- | -------- | ----- | -------- | -------- | ----- |
| 1959      | 大洋      | 55    | 64    | 58    | 10    | 12    | 1        | 0        | 1        | 16    | 2     | 1     | 0        | 3     | 0     | 3     | 0     | 0     | 12    | 1        | .207  | .246     | .276     | .522  |
| 1960      | 大洋      | 31    | 32    | 29    | 3     | 2     | 1        | 0        | 0        | 3     | 0     | 0     | 0        | 1     | 0     | 2     | 0     | 0     | 5     | 0        | .069  | .129     | .103     | .232  |
| 通算：2年 | 通算：2年 | 86    | 96    | 87    | 13    | 14    | 2        | 0        | 1        | 19    | 2     | 1     | 0        | 4     | 0     | 5     | 0     | 0     | 17    | 1        | .161  | .207     | .218     | .425  |

### 背番号
- 7 （1959年 - 1960年）